# Johann Berenberg
Johann Berenberg (nascido em 12 de março de 1718 em Hamburgo, morreu em 2 de março de 1772 em Hamburgo) era um banqueiro mercantil de Hamburgo. Ele era co-proprietário do Berenberg Bank desde 1748, com seu irmão, senador Paul Berenberg, e após a morte do último em 1768, o único proprietário. O banco ainda leva seu nome (Joh. Berenberg, Gossler & Co.). Ele também foi apontado como colecionador de arte e ocupou vários cargos públicos na cidade-estado de Hamburgo.
Ele era filho do banqueiro e senador Rudolf Berenberg (1680-1746) e Anna Elisabeth Amsinck (1690-1748) e neto de Cornelius Berenberg e do comerciante Paul Amsinck em Lisboa e Hamburgo. Ele também era bisneto do estudioso Rudolf Capell e era descendente da família Welser. As famílias de seus pais eram da Bélgica e da Holanda de hoje, e sua família manteve sua identidade holandesa durante toda a sua vida. Uma extensa lista de seus antepassados está incluída no Hamburgisches Geschlechterbuch. A empresa Berenberg foi fundada por seu segundo bisavô Hans Berenberg e pelo irmão Paul, em 1590; ambos foram casados com filhas do proeminente comerciante de Antuérpia Andries Snellinck e Françoise de Rénialme. 
Aos 17 anos, ele foi enviado para Veneza, onde aprendeu seu ofício como aprendiz em uma empresa de Veneza entre 1735 e 1741; seu pai havia começado sua carreira como aprendiz na mesma empresa. Em 1748, tornou-se proprietário da empresa Berenberg junto com seu irmão Paul. Ele também ocupou vários escritórios honorários em Hamburgo.
Ele foi casado com Anna Maria Lastrop (1723-1761), que pertencia a uma rica família de comerciantes de Hamburgo e Bremen, e eles tiveram dois filhos. Seu único filho, Rudolf Berenberg, estava possivelmente doente mental e morreu na colônia holandesa do Suriname em 1768, com 20 anos; aparentemente ele fora enviado para administrar os interesses comerciais de sua família lá. No mesmo ano, o senador Paul Berenberg morreu sem herdeiros. Daí a filha de Johann Berenberg, Elisabeth Berenberg, permanecer como o único herdeiro e o último membro sobrevivente da família Berenberg. Em 1768, ela se casou com um funcionário da empresa Berenberg, Johann Hinrich Gossler, e em 1769, Johann Berenberg fez do genro um parceiro. Após a morte de Johann Berenberg, três anos depois, Johann Hinrich Gossler o sucedeu como chefe e único proprietário da empresa.